# Ruby Keeler

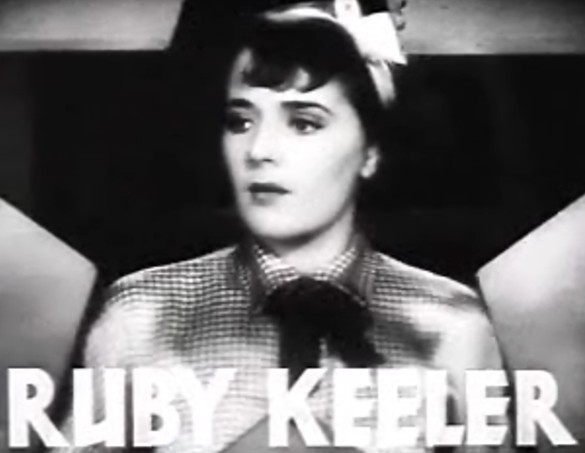
Escena de Dames (Música y mujeres) (1934)

Ruby Keeler (Dartmouth, Nueva Escocia; 25 de agosto de 1909-Rancho Mirage, California; 28 de febrero de 1993) fue una actriz, cantante y bailarina famosa principalmente por formar pareja en la pantalla con Dick Powell en una serie de exitosos musicales de la Warner Bros.

## Biografía
Su verdadero nombre era Ethel Hilda Keeler, y nació en Dartmouth, Nueva Escocia (Canadá). Tenía ascendencia irlandesa. Dos de sus hermanas fueron las actrices Helen y Gertrude Keeler.
Su padre era camionero, y cuando ella tenía tres años, su familia se trasladó a Nueva York a fin de conseguir una mejor situación económica. Sin embargo, al tener seis hijos la situación no mejoró demasiado, por lo que, aunque Keeler estaba interesada en aprender danza, su familia no pudo costear las clases. 
Keeler estudió en la escuela parroquial St. Catherine of Siena, en el East Side de Nueva York, y una vez por semana recibió clases de baile en dicho centro. Su profesor vio el potencial de Keeler y habló con su madre para conseguir autorización a fin de que Ruby tomara lecciones en su estudio. Aunque la madre se negó, alegando falta de dinero, el profesor insistió y consiguió darle una lección semanal, todos los sábados.  
Durante las clases, una compañera le habló sobre unas pruebas para formar parte de un coro femenino. Ruby solo tenía 13 años, y la ley obligaba a tener 16 para poder trabajar, pero ocultó su edad en la prueba. Era una prueba de claqué, dirigida por Julian Mitchell (Keeler fue una de las primeras estrellas del claqué en el cine, con un estilo basado en el baile típico irlandés). Tras diversas vicisitudes, consiguió trabajar en la obra The Rise of Rosie O'Reilly (1923), de George M. Cohan, con la cual tuvo unas ganancias de 45 dólares a la semana.
Sólo tenía 14 años cuando empezó a trabajar en el club El Fay propiedad de Texas Guinan, una taberna frecuentada por gánsteres. Fue descubierta por el productor de Broadway Charles B. Dillingham, que le dio un papel en Bye Bye Bonnie, obra que se representó durante seis meses. Después trabajó en Lucky y The Sidewalks of New York, también producidas por Dillingham. En la última obra fue observada por Florenz Ziegfeld, que la hizo actuar en la comedia musical Whoopee!, en 1928. Antes de eso se casó con el famoso cantante Al Jolson. Se habían conocido en Los Ángeles, donde ella se encontraba participando en la campaña publicitaria de The Jazz Singer. Su encuentro fue breve, pero Jolson se enamoró. Tras un breve noviazgo se casaron en Pittsburgh el 21 de septiembre de 1928, mientras ella estaba de gira representando Whoopee!. Había una gran diferencia de edad, pues ella tenía 19 años y él 42, y el matrimonio fue difícil. Se trasladaron a California, con lo cual ella se alejó del primer plano. En 1929, urgido por Ziegfeld, Jolson accedió a que ella viajara a Nueva York para trabajar en el musical Show Girl.
En 1933, el productor Darryl F. Zanuck eligió a Keeler para la película musical de Warner Bros. 42nd Street, en la que actuó junto a Dick Powell y Bebe Daniels. La película fue un gran éxito gracias a la innovadora y lujosa coreografía de Busby Berkeley. Como resultado de su actuación en 42nd Street, Jack Warner dio a Keeler un contrato, con el cual pudo trabajar en éxitos tales como Gold Diggers of 1933 y Dames (1934). 
Tras diversos problemas matrimoniales, Keeler y Jolson se divorciaron en 1940. Keeler volvió a casarse en 1941, con John Homer Lowe. No le interesaba ser una estrella cinematográfica, por lo que, feliz con su segundo matrimonio, Keeler dejó el mundo del espectáculo en 1941, y se dedicó a la crianza de sus cinco hijos. Lowe falleció a causa de un cáncer en 1969. En 1971, Keeler salió de su retiro para brillar en la reposición del éxito de Broadway No, No, Nanette, junto a Helen Gallagher y Patsy Kelly. La producción fue dirigida por el director de 42nd Street, Busby Berkeley. La gran popularidad de la obra supuso un renovado interés por los años 20 y 30 – particularmente el art deco, el claqué y las canciones de la época de la Depresión. 
Keeler falleció a causa de un cáncer en Rancho Mirage, California, y fue enterrada en el Cementerio Holy Sepulcher en Orange, California. Tiene una estrella en el Paseo de la Fama de Hollywood, en el 6730 de Hollywood Boulevard.

## Filmografía
- Show Girl in Hollywood (1930) (cameo)
- 42nd Street (La calle 42) (1933)
- Gold Diggers of 1933 (vampiresas 1933) (1933)
- Footlight Parade (Desfile de candilejas) (1933)
- And She Learned About Dames (1934) (corto)
- Dames (Música y mujeres) (1934)
- Flirtation Walk (La generalita) (1934)
- Go Into Your Dance (Casino de París) (1935)
- Shipmates Forever (¡Viva la marina!) (1935)
- Colleen (1936)
- Ready, Willing and Able (1937)
- Hollywood Handicap (1938) (corto)
- Mother Carey's Chickens (1938)
- Screen Snapshots Series 19, No. 6 (1940) (corto)
- Sweetheart of the Campus (1941)
- The Phynx (1970) (cameo)
- Beverly Hills Brats (1989)